# Popillia patricia
Popillia patricia är en skalbaggsart som beskrevs av Gilbert John Arrow 1917. Popillia patricia ingår i släktet Popillia och familjen Rutelidae. Inga underarter finns listade i Catalogue of Life.